# Сильне (Луцький район)
Си́льне (Сильно) — село в Україні, у Луцькому районі Волинської області. Входить до складу Цуманської селищної громади. Населення становить 526 осіб.

## Історія
У 1906 році село Цуманської волості Луцького повіту Волинської губернії. Відстань від повітового міста 50 верст. Дворів 74, мешканців 699.
До 4 вересня 2018 року село було центром Сильненської сільської ради.
19 липня 2020 року, в результаті адміністративно-територіальної реформи та ліквідації Ківерцівського району, село увійшло до складу Луцького району.

## Населення
Згідно з переписом УРСР 1989 року чисельність наявного населення села становила 655 осіб, з яких 303 чоловіки та 352 жінки.
За переписом населення України 2001 року в селі мешкало 617 осіб.

### Мова
Розподіл населення за рідною мовою за даними перепису 2001 року:
| Мова       | Відсоток |
| ---------- | -------- |
| українська | 99,52 %  |
| російська  | 0,48 %   |

## Відомі особи

### Народилися
- Григорій Аркушин (нар. 1948) — український мовознавець[3].
- Мирон Нестерчук (нар. 1942) — український поет, перекладач, художник.
- Степан Радіон (1912—2007) — український письменник, журналіст, бібліограф.